# فهد سبيل
فهد سبيل (مواليد 10 مارس 1989) لاعب كرة قدم إماراتي يجيد اللعب في الظهير الأيمن.

## مسيرة اللاعب
لعب مع أندية النصر وبني ياس والشعب و العروبة والفجيرة و اتحاد كلباء و البطائح و الإمارات.

## روابط خارجية
- فهد سبيل على موقع Soccerway.com (الإنجليزية)